# 前田桂子
前田 桂子（まえだ けいこ、1980年3月25日 - ）は、兵庫県出身の元オリンピック柔道選手。身長161cm。得意技は背負投。

## 人物
大学2年の時、1999年12月に同じ柔道選手の父を病気で亡くしている。最初はソフトボールの選手だったが、小6の時にアニメ『YAWARA!』に影響されて柔道を始めた。鹿島中学3年時に全国中学校柔道大会56kg級で3位となった。湊川女子高校に入学後は1年の時に全国高校選手権の61kg級決勝で福岡工大付属高校2年の日下部基栄に注意で敗れ、2位だった。2年の時には金鷲旗で同級生の古賀幸恵とともに活躍して決勝まで進んで福岡工大付属高校と対戦するが、日下部に払腰で敗れるなどして2位に終わった。インターハイの決勝でも土浦日大高校と対戦すると、アトランタオリンピック66kg級代表の一見理沙に大内刈で敗れて2位にとどまった。全国高校選手権の決勝では常磐高校2年の吉澤穂波を豪快な内股で破って優勝を飾った。3年の時にはフランスジュニア国際で優勝するが、金鷲旗決勝では柳川高校に敗れた。インターハイでも3位だった。
筑波大学に入学すると、1年の時には全日本柔道選手権大会の準々決勝で2階級上の78kg級の世界チャンピオンでもある阿武教子と対戦して背負投で一本勝ちを収め、3位に入って一躍注目されるようになった。また、全日本ジュニアと世界ジュニアでは優勝を飾った。さらに大学2年の時には世界選手権の63kg級で背負投を次々ときめてオール一本勝ちでの優勝を果たして、19歳にして世界チャンピオンになった。この時はマスコミから前田のことを女三四郎と形容されることになった。しかしながら、大学3年の時に出場したシドニーオリンピックでは初戦であっけなく敗れた。
その後、高校時代の同級生だった埼玉大学の古賀とともにミキハウスに入社するが、大学の2年後輩である谷本歩実や三井住友海上の上野順恵の台頭により、以前のような活躍をすることはなかった。2005年には元ジュニア強化指定選手の手島信孝と結婚して手島姓となった。翌年に地元兵庫で開催された国体成年女子の部で2位になったのを以って、現役を引退した。

## 主な戦績
- 1994年 -　全国中学校柔道大会　3位(56kg級)
- 1996年 -　全国高校選手権　2位(61kg級)
- 1996年 -　金鷲旗　2位
- 1996年 -　インターハイ　2位
- 1997年 -　全国高校選手権　優勝(61kg級)
- 1997年 -　フランスジュニア国際　優勝(61kg級)
- 1997年 -　金鷲旗　2位
- 1997年 -　インターハイ　3位

63kgでの戦績
- 1998年 -　全日本柔道選手権大会　3位
- 1998年 -　ドイツジュニア国際　優勝
- 1998年 -　全日本ジュニア　優勝
- 1998年 -　世界ジュニア　優勝
- 1999年 -　全日本柔道選手権大会　3位
- 1999年1月 -　福岡国際　3位
- 1999年 -　ドイツ国際　2位
- 1999年 -　選抜体重別　優勝
- 1999年 -　世界選手権　優勝
- 1999年12月 -　福岡国際　3位
- 2000年 -　ドイツ国際　3位
- 2000年 -　選抜体重別　優勝
- 2000年 -　アジア柔道選手権大会　3位
- 2001年 -　全国女子体重別　2位
- 2003年 -　選抜体重別　3位
- 2003年 -　韓国国際　優勝
- 2004年 -　オーストリア国際　2位
- 2004年 -　講道館杯　3位
- 2005年 -　オーストリア国際　2位
- 2005年 -　環太平洋柔道選手権大会　優勝
- 2006年 -　国体　成年女子の部　2位